# 潍坊世界风筝博物馆

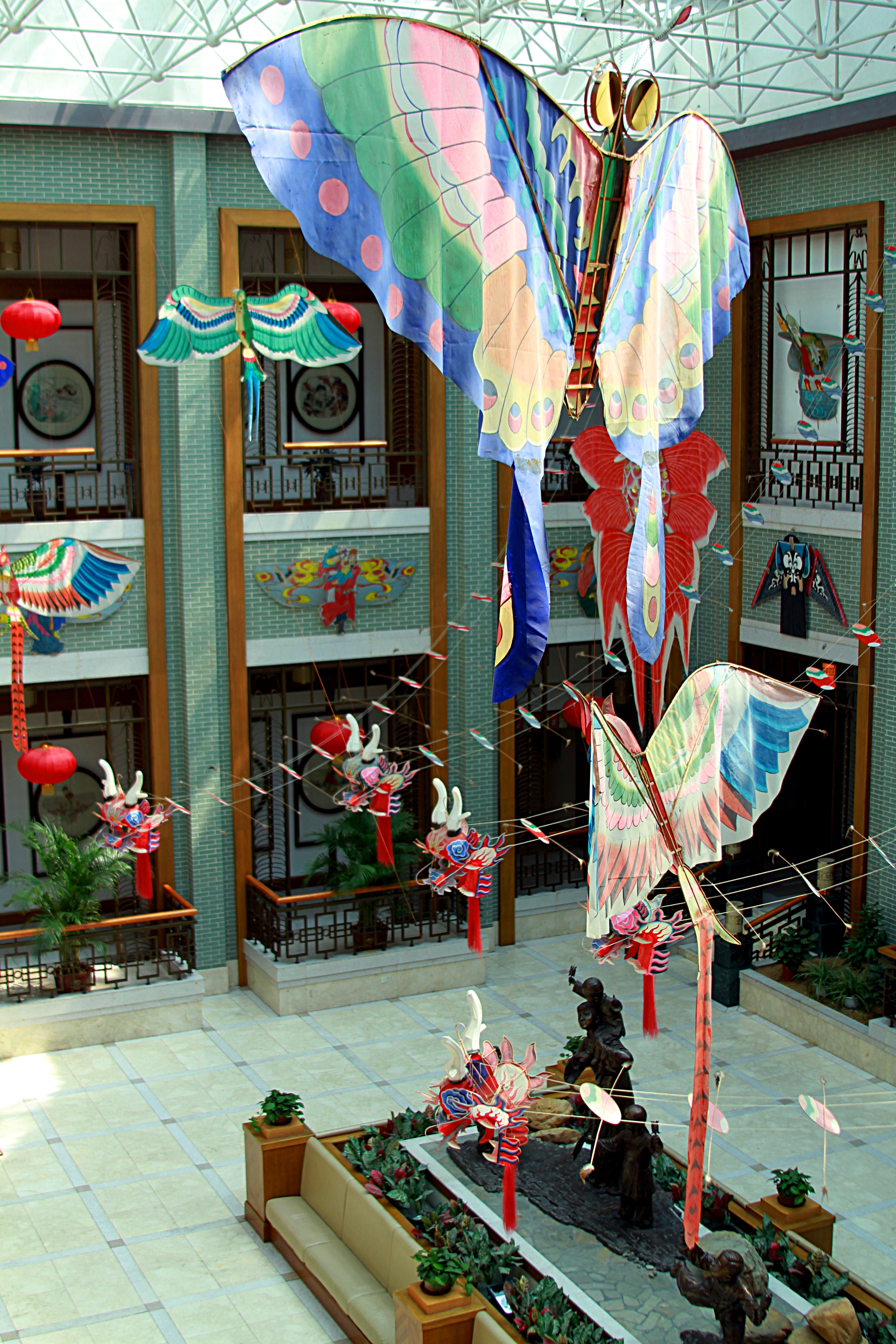
风筝博物馆內部

潍坊世界风筝博物馆位於中國山東省濰坊市，是一座以風箏為主題的博物館，於1987年7月1日动工興建，1989年4月1日正式对外开放，為中国第一座风筝专业性博物馆。

## 历史
潍坊世界风筝博物馆占地1.2万平方米，建筑面积8100平方米，造型选取了潍坊龙头蜈蚣风筝的特点，屋脊是一条完整的组合陶瓷巨龙，屋顶用孔雀兰琉璃瓦铺成。馆内有大小展厅8個；展覽以1000餘只筒式、板式、硬翅、軟翅、串式五大類風箏精品以及300餘件翔實的風箏文物資料為主，館內共設有風箏的歷史文化展、濰坊風箏精品展、世界精品風箏展、中國精品風箏展、風箏綜合功能展、濰坊國際風箏會、民俗展廳、風箏放映廳展廳等，分別介紹了風箏的歷史、應用及沿革發展，濰坊風箏的流派及分類，國外風箏展，國內風箏流派，精品風箏及國際風箏會等內容。目前為國家3A級景區。
2011年起濰坊市政府斥資利用三年時間對風箏博物館進行整體裝修改造規劃提升，新增近千平方米的多功能大廳，大廳分為兩部分。第一部分為多媒體展示，第二部分為民間工藝體驗區。

## 外部連結
- 潍坊世界风筝博物馆 （页面存档备份，存于）